# William Barclay (Theologe)
William Barclay (* 5. Dezember 1907 in Wick; † 24. Januar 1978 in Glasgow) war ein schottischer Autor, Publizist, Geistlicher der Church of Scotland und Professor für Theologie und Bibelkritik an der University of Glasgow.

## Leben
Barclay war das einzige Kind seiner Eltern. Sein Vater war Bankdirektor bei der Bank of Scotland und Laienprediger bei der Free Church of Scotland.
Mit zwölf Jahren predigte Barclay zum ersten Mal selbst. Er besuchte die Dalziel High School in Motherwell und studierte dann von 1925 bis 1929 klassische Philologie am Trinity College der University of Glasgow, bevor er zur Theologie wechselte. 1931 starb seine Mutter an Krebs. Von 1933 bis 1946 war Barclay Geistlicher an der Renfrew Trinity Church, einer Kirchengemeinde, die von Handwerkerfamilien des Schiffsbaus geprägt war. Hier erlebte er die Arbeitslosigkeit, die der Weltwirtschaftskrise folgte, und die Entbehrungen und Zerstörungen im Zweiten Weltkrieg mit. Von einfachen Menschen lernte er, verständlicher zu predigen. Danach kehrte er 1947 als Dozent für Neues Testament an die University of Glasgow zurück. 1963 wurde er Professor, im September 1974 trat er in den Ruhestand. Daneben war er für seine Kommentare zum Neuen Testament und seine Ansprachen in Radio und Fernsehen bekannt und geschätzt und wurde dafür auch öffentlich geehrt. Nach seiner Emeritierung stellte ihm Lady Collins von Collins Publishers die Mittel zur Verfügung, um eine Studienbibel zum Alten Testament zu veröffentlichen.

## Familie
Barclays Ehefrau hieß Katherine. Sie hatten eine Tochter, einen Sohn und eine Adoptivtochter. Ihre Tochter ertrank bei einem Bootsunfall in der Irischen See. Barclay war beinahe taub, hatte ein fotografisches Gedächtnis und starb an den Folgen der Parkinson-Krankheit.

## Theologie
Barclay bezeichnete sich selbst als „liberalen Evangelikalen“. Einige seiner persönlichen Ansichten, die er in seinem Buch A Spiritual Autobiography (1977) ausdrückte und die auch in Clive L. Rawlins’ William Barclay: Prophet of Goodwill: the Authorized Biography (1998) wiedergegeben wurden, waren:
- Skepsis gegenüber der Dreifaltigkeit: beispielsweise in der Äußerung „Nirgends setzt das Neue Testament Jesus mit Gott gleich.“ (“Nowhere does the New Testament identify Jesus with God.”)[5] Andererseits schreibt Barclay: „Zur Gewißheit, daß er (der Mensch) es in Jesus mit Gott selbst zu tun hat, kommt er erst, wenn Jesus ihm die Augen öffnet.“[6]
- Glaube an die Apokatastasis: In seiner Autobiographie schrieb er: „Ich bin ein überzeugter Universalist. Ich glaube, dass am Ende alle Menschen in der Liebe Gottes vereint sein werden.“ (“I am a convinced universalist. I believe that in the end all men will be gathered into the love of God.”)[7]
- Pazifismus: „Krieg ist Massenmord“ (“War is mass murder”).[8]
- Teilweise rationalisierte Deutungen der Wunder Jesu: Es gehe nicht darum, alle Ereignisse wortwörtlich zu verstehen, sondern ihre übertragene Bedeutung und ihren tieferen Sinn zu erkennen.[9]

## Veröffentlichungen
Barclay schrieb insgesamt 60 Bücher. Während seiner Zeit als Professor beschloss er, sein Leben der Tätigkeit zu widmen, „dem durchschnittlichen Leser die beste Bibelwissenschaft zugänglich zu machen“ (“making the best biblical scholarship available to the average reader”). Das Ergebnis dieser Bemühungen war die Daily Study Bible, ein Satz von 17 Kommentaren zum Neuen Testament, herausgebracht von Saint Andrew Press, dem Verlag der Church of Scotland.
Trotz ihres Namens gibt diese Reihe kein Programm für regelmäßige Studien vor. Die Kommentare gehen jedoch Vers für Vers Barclays eigene Übersetzung des Neuen Testaments durch, verzeichnen und untersuchen jede mögliche Interpretation, die Barclay kennt, und geben alle Hintergrundinformationen an, die er als relevant in Betracht zieht. All dies ist in einer auch für Laien verständlichen Sprache geschrieben.
Die 17 Bände der Reihe waren alle Bestseller und blieben es weit über seinen Tod hinaus. Sie wurden auch ins Deutsche übersetzt und 1968 bis 1974 vom Aussaat-Verlag herausgegeben. In den letzten Jahren wurde die Reihe mit Hilfe von William Barclays Sohn, Ronnie Barclay, vollständig aktualisiert und ist nun als New Daily Study Bible bekannt.
2008 begann Saint Andrew Press damit, den Inhalt der New Daily Study Bible aufzuteilen und in Taschenbüchern mit thematischen Titeln herauszubringen, die Insights genannt wurden. Die Insights-Bücher wurden von zeitgenössischen Autoren, Moderatoren und Wissenschaftlern mit einer Einführung versehen, darunter Nicholas Baines und Diane-Louise Jordan.
Barclay schrieb viele andere populärwissenschaftliche Bücher, die immer wissenschaftlich gehalten, aber in einem leicht zugänglichen Stil geschrieben sind. In seinem Buch The Mind of Jesus (1960) bekundet er, dass es sein Ziel war, „die Figur Jesu lebhafter wachzurufen, so dass wir ihn besser kennenlernen und mehr lieben“ (“to make the figure of Jesus more vividly alive, so that we may know him better and love him more”).
Die folgenden Werke Barclays wurden ins Deutsche übersetzt:
- The All-Sufficient Christ: Studies in Paul’s Letter to the Colossians.
  - Christus genügt. Zum Studium des Kolosserbriefes, Oncken, Kassel 1966; Ekelmann, Ost-Berlin 1972.
- Turning to God. 
  - Bekehrung im Neuen Testament, R. Brockhaus, Wuppertal 1966.
- New Testament Words .
  - Aus dem Wortschatz des Neuen Testamentes, Lebendiges Wort, Augsburg 1966.
- Letters to the Seven Churches. 
  - Das sagt der Auferstandene. Die Botschaft der sieben Sendschreiben, Oncken, Kassel 1967; Ekelmann, Ost-Berlin 1970.
- The Daily Study Bible (17 Bände).
  - Auslegung des Neuen Testaments, Aussaat, Neukirchen-Vluyn 1968–74 u. ö., zuletzt 2006.
- The Plain Man Looks at the Lord’s Prayer.
  - Wie sollen wir beten? Eine Einführung in das Gebet des Herrn, Oncken, Kassel 1968.
- Many Witnesses, One Lord
  - Viele Zeugen, ein Herr. Reichtum und Vielfalt des Evangelien-Zeugnisses, Oncken, Kassel 1968; Ekelmann, Ost-Berlin 1970.
- Epistle to the Hebrews.
  - Richtet die erschlafften Hände auf. Eine Einführung in den Hebräerbrief, Oncken, Kassel 1968.
- The Making of the Bible. 
  - Gottes Wort in Menschenhand. Die Geschichte der biblischen Schriften, Oncken, Kassel 1968.
- The Plain Man Looks at the Beatitudes.
  - Freut euch und frohlocket. Eine Anleitung zum Verständnis der Seligpreisungen, Oncken, Kassel 1968; Neuer Titel: Freuen dürft ihr euch. Den Seligpreisungen der Bergpredigt neu begegnet, Ekelmann, Ost-Berlin 1985.
- Flesh and Spirit: An Examination of Galatians 5:19–23.
  - Fleisch oder Geist. Wortstudie aus Galater 5,19–23, Lebendiges Wort, Augsburg/Berlin 1968.
- The Promise of the Spirit
  - Er wird euch einen Beistand geben. Das biblische Zeugnis vom Heiligen Geist, Oncken, Kassel 1968; Ekelmann, Ost-Berlin 1973.
- The King and the Kingdom
  - Der König und sein Reich, Oncken, Kassel 1970.

Weitere, nicht übersetzte Werke (Auswahl):
- The Apostles’ Creed.
- The Parables of Jesus.
- The Ten Commandments.
- Discovering Jesus.
- At the Last Trumpet: Jesus Christ and the End of Time.
- The Mind of Jesus.
- The Mind of St. Paul.
- The Gospels and Acts: Matthew, Mark and Luke.
- The Gospels and Acts: John and Acts.
- A Spiritual Autobiography.
- A Beginner’s Guide to the New Testament.
- God’s Young Church.
- The Old Law and the New Law.
- And He Had Compassion: The Miracles of Jesus, Judson Press.
- Insights (derzeit 8 Titel).